# Liste der Kulturgüter in Eschen
Die Liste der Kulturgüter in Eschen enthält alle unter Denkmalschutz gestellten Objekte auf dem Gebiet der Gemeinde Eschen im Fürstentum Liechtenstein. Grundlage ist das Verzeichnis der geschützten Kulturgüter im Fürstentum Liechtenstein, das durch das Amt für Kultur erstellt und seither laufend ergänzt wurde (Stand: 2020).

## Kulturgüter
| Foto |                                                         | Objekt                                                                                         | Standort                                                          | Beschreibung | Eintragung |
| ---- | ------------------------------------------------------- | ---------------------------------------------------------------------------------------------- | ----------------------------------------------------------------- | --- | ---------- |
| ja   | Datei hochladen                                         | Haus 25/26, Pfrundbauten (altes Pfarrhaus und Kaplanei) Objekt-Nr.: 5512.0101                  | Heragass 2 (Karte)Parzelle: 1791                                  | | 30.07.1974 |
| ja   | Datei hochladen                                         | Mühle Objekt-Nr.: 5512.0102                                                                    | St. Martins-Ring 39 (Karte)Parzelle: 132                          | Die Alte Mühle wurde 1778 erbaut.                                                                                                 | 01.07.1980 |
|      | Datei hochladen                                         | Haus 10 Objekt-Nr.: 5512.0104                                                                  | Hinterdorf 10 (Karte)Parzelle: 314                                | | 21.04.1987 |
|      | Datei hochladen                                         | Haus 63 Objekt-Nr.: 5512.0103                                                                  | Alemannenstrasse 8 (Karte)Parzelle: 129                           | | 12.08.1987 |
|      | Datei hochladen                                         | Haus 30 und östlich angrenzendes Waschhaus samt Stall, alte Post Nendeln Objekt-Nr.: 5512.0105 | Feldkircher Strasse 18 (Karte)Parzelle: 3594                      | Das sogenannte «Hagenhaus» wurde 1837 erbaut.                                                                                     | 13.12.1988 |
|      | Datei hochladen                                         | Widumstall Objekt-Nr.: 5512.0106                                                               | Widum (Karte)Parzelle: 59a/XII                                    | Der sogenannte Widumstall wurde auf 1754 dendrodatiert.                                                                           | 06.02.1990 |
|      | Datei hochladen                                         | Haus 115 Objekt-Nr.: 5512.0213                                                                 | Rofenbergstrasse 28 (Karte)Parzelle: 503                          | Das alte Bauernhaus wurde nachweislich im Jahr 1675 erbaut.                                                                       | 13.05.1997 |
| ja   | Datei hochladen                                         | Rofenberg Kapelle Objekt-Nr.: 5512.0343                                                        | Rofenbergstrasse 2 (Karte)Parzelle: 2525                          | | 12.12.2000 |
|      | Datei hochladen                                         | Römischer Gutshof in Nendeln, römische Villa Objekt-Nr.: 5513.0005                             | Im Feld (Karte)Parzelle: 3387                                     | | 28.01.2003 |
|      | Datei hochladen                                         | Archäologische Stätte beim Pfrundhaus / Pfarrkirche St. Martin Objekt-Nr.: 5513.0008           | St. Martins-Ring (Karte)Parzelle: 2526, 359                       | | 10.06.2003 |
|      | Datei hochladen                                         | Haus 151 Objekt-Nr.: 5512.0623                                                                 | St. Martins-Ring 22 (Karte)Parzelle: 151                          | | 24.04.2007 |
|      | Datei hochladen                                         | Historische Mauer Gastelun Objekt-Nr.: 5512.0707                                               | Johann Georg Helbert-Strasse 19 (Karte)Parzelle: 1038, 1039, 1040 | | 16.12.2008 |
|      | Datei hochladen                                         | Sennerei Objekt-Nr.: 5512.0711                                                                 | Alemannenstrasse 1 (Karte)Parzelle: 127                           | Das Gebäude wurde 1883 im Auftrag der Eschner Sennereigenossenschaft erbaut.                                                      | 29.09.2009 |
| ja   | Datei hochladen · zugehöriges Wikidata-Objekt Q63341316 | Pfarrkirche St. Martin Objekt-Nr.: 5512.0342                                                   | St. Martins-Ring 75 (Karte)Parzelle: 359                          | Der Bau für die neue Pfarrkirche St. Martin begann am 1. August 1893 mit den Plänen der Architekten Battenmeyer und Adolf Kleber. | 17.01.2012 |
| ja   | Datei hochladen                                         | Kapelle St. Sebastian und Rochus in Nendeln Objekt-Nr.: 5512.0344                              | Sebastianstrasse 9 (Karte)Parzelle: 3471                          | Die neue Kapelle St. Sebastian und St. Rochus wurde 1935 nach den Plänen des Schweizer Architekten Josef Steiner errichtet.       | 17.01.2012 |
|      | Datei hochladen                                         | Hoffmann’scher Ringofen Nendeln Objekt-Nr.: 5512.0734                                          | Churer Strasse 63 (Karte)Parzelle: 3183                           | | 26.03.2018 |